# California (Kentucky)
California è un comune degli Stati Uniti d'America, situato nello Stato del Kentucky, nella contea di Campbell.